# Колибри-капуцины
Колибри-капуцины (лат. Augastes) — род птиц семейства колибри, подсемейства типичные колибри. Проживают в Бразилии, селятся в субтропических и тропических равнинах, в горных тропических лесах. Средняя длина тела — от 9 до 10 см, масса тела — от 2,7 до 4,8 г. Клюв прямой, длиннее головы, конец клюва клиновидный. Голова округлая. Перья в сторону клюва не распространяются. Крылья довольно длинные. Хвост средней длины, квадратный, перья широкие. Плюсны покрыты перьями, стопы маленькие. Задний палец очень маленький. Самцы имеют перья с отливом на шее и передней части головы, самки такой расцветки лишены.

## Виды
Международный союз орнитологов относит к роду два вида:
- Колибри-капуцин Augastes lumachella (Lesson, 1839)
- Гиацинтовый колибри-капуцин Augastes scutatus (Temminck, 1824)